# Gornja Aba
Gornja Aba je nenaseljeni otočić na sjeveru Kornatskom otočju. Udaljen je 600 metara od Dugog otoka i 430 metara of Katine. Pripada parku prirode Telaščica.
Površina otoka je 0,225 km2, duljina obalne crte 2037 m, a visina 76 metara.

## Vanjske poveznice
|  | Zajednički poslužitelj ima još gradiva o temi Gornja Aba |